# Anosia philene
Anosia philene är en fjärilsart som beskrevs av Stoll 1782. Anosia philene ingår i släktet Anosia och familjen praktfjärilar. Inga underarter finns listade i Catalogue of Life.